# Ђероли (Тренто)
Ђероли је насеље у Италији у округу Тренто, региону Трентино-Јужни Тирол.
Према процени из 2011. у насељу је живело 33 становника. Насеље се налази на надморској висини од 742 м.